# Stjärtgroddjur
Stjärtgroddjur (Urodela eller Caudata) är en ordning groddjur som inte förlorar sin svans som vuxna.
Ordningen består av omkring 400 arter fördelade över Europa, delar av Asien, Afrika och Amerika. Den kallas ofta "salamandrar" på svenska, trots att detta också är namnet på en av dess familjer, Salamandridae. Typiskt för en salamander är den långa, svansförsedda, ödlelika kroppen, med ett väl avgränsat huvud. På grund av sin yttre likhet kallas salamandrar ibland för "vattenödlor". Detta är dock i systematisk mening inte korrekt eftersom salamandrar är amfibier, inte reptiler som ödlorna.
Till skillnad från de stjärtlösa groddjuren har de inre befruktning, men äggen utvecklas vanligen utanför moderns kropp. De lever vanligtvis i eller nära vatten även om former som lever långt från vatten, exempelvis i torrare bergstrakter, också finns. De flesta är små medan den största salamandern, kinesisk jättesalamander (Andrias davidianus), kan bli upp till 1,5 m lång.
Det äldsta fossilet av ett stjärtlöst groddjur Triadobatrachus är från början av trias (för cirka 240 miljoner år sedan). Det hade endast en mycket kort svans och var mera grodliknande; stjärtgroddjuren uppkom först under jura för 200 till 150 miljoner år sedan.

## Familjer och släkten samt urval av arter
Taxonomi enligt ITIS 2009.
- Ordning Stjärtgroddjur
  - Familj Ambystomatidae (Gray, 1850) – Mullvadssalamandrar
  - Familj Amphiumidae (Gray, 1825) – Ålsalamandrar[4]
  - Familj Cryptobranchidae (Fitzinger, 1826) – Jättesalamandrar 3 arter[5]
    - Släkte Cryptobranchus
      - Slamdjävul (C. alleganiensis)

    - Släkte Andrias
      - Kinesisk jättesalamander (A. davidianus)
      - Japansk jättesalamander (A. japonicus)

  - Familj Dicamptodontidae (Tihen, 1958) – Västliga mullvadssalamandrar 3 arter i västra USA[6]
    - Släkte Dicamptodon
      - D. ensatus

  - Familj Hynobiidae (Cope, 1859) – Vinkelsalamandrar Drygt 30 arter i Asien[7]
  - Familj Plethodontidae (Gray, 1850) – Lunglösa salamandrar Över 370 arter[8]
    - Släkte Speleomantes
      - Italiensk grottsalamander (S. italicus)
      - Norditaliensk grottsalamander (S. strinatii)
      - Kejserlig grottsalamander (S. imperialis)

  - Familj Proteidae (Gray, 1825) – Olmar[9]
    - Släkte Necturus 5 arter i Nordamerika
    - Släkte Proteus 1 art i Adriatiska havet
      - Europeisk olm (P. anguinus)

  - Familj Rhyacotritonidae (Tihen, 1958)
  - Familj Salamandridae (Goldfuss, 1820) – Salamandrar[10]
    - Släkte Vattensalamandrar
      - Mindre vattensalamander (T. vulgaris)
      - Större vattensalamander (T. cristatus)
      - Bergvattensalamander (T. alpestris)

    - Släkte Salamandra
      - Eldsalamander (S. salamandra)
      - Alpsalamander (S. atra) En av få arter som föder levande ungar

  - Familj Sirenidae (Gray, 1825) – Tandlösa gälsalamandrar. 4 arter i södra Nordamerika
    - Släkte Siren
      - Armsalamander (S. lacertina)
      - Mindre siren (S. intermedia)

    - Släkte Pseudobranchus
      - P. axanthus
      - P. striatus